# 주영국 대한민국 대사관 겸 주국제 해사 기구 대한민국 대표부
주영국 대한민국 대사관 겸 주국제 해사 기구 대한민국 대표부(영어: Embassy of the Republic of Korea in the United Kingdom of Great Britain and Northern Ireland and Permanent Mission to the International Maritime Organization)은 영국 잉글랜드 런던에 위치한 대한민국의 대사관이다. 런던 웨스트민스터 버킹엄게이트 60번지 (SW1E 6AJ)에 위치해 있다.
영업 시간은 오전 09:00 – 12:00까지, 오후 13:30 – 17:30까지이며 비자 업무는 10시부터 가능하다. 대한민국의 4대 공휴일과 일부 영국 공휴일에는 휴관한다. 웨스트민스터 시티홀과 가까우며 런던 지하철로는 세인트 제임스 파크 역과 제일 가깝다.
대사관 외에도 런던 스트랜드 1-3번지에 주영 한국문화원을 두고 있으며, 사우스켄징턴 팰리스게이트 4번지 건물도 한국문화원으로 쓰이고 있다. 2021년에는 국제 해사 기구 대한민국 대표부가 주영국 대한민국 대사관에 설치되었으며, 대사가 대표를 겸임하게 되었다.

## 역대 공관장
| 대수        | 성명           | 임명             |
| ----------- | -------------- | ---------------- |
| 제1대 대사  | 김용우(金用雨) | 1957년 11월 1일  |
| 제2대 대사  | 김유택(金裕澤) | 1958년 11월 28일 |
| 제3대 대사  | 김용식(金溶植) | 1961년 5월 10일  |
| 제4대 대사  | 이형근(李亨根) | 1962년 8월 16일  |
| 제5대 대사  | 배의환(裵義煥) | 1967년 12월 12일 |
| 제6대 대사  | 최경록(崔慶祿) | 1971년 11월 10일 |
| 제7대 대사  | 김용식(金溶植) | 1974년 12월 17일 |
| 제8대 대사  | 한표욱(韓豹頊) | 1977년 5월 11일  |
| 제9대 대사  | 강영훈(姜英勳) | 1981년 2월 25일  |
| 제10대 대사 | 김영주(金永周) | 1985년 2월 14일  |
| 제11대 대사 | 오재희(吳在熙) | 1987년 12월 16일 |
| 제12대 대사 | 이홍구(李洪九) | 1991년 5월 16일  |
| 제13대 대사 | 노창희(盧昌憙) | 1993년 7월 13일  |
| 제14대 대사 | 최동진(崔東鎭) | 1996년 5월 2일   |
| 제15대 대사 | 최성홍(崔成泓) | 1999년 3월 23일  |
| 제16대 대사 | 라종일(羅鍾一) | 2001년 7월 31일  |
| 제17대 대사 | 이태식(李泰植) | 2003년 7월 19일  |
| 제18대 대사 | 조윤제(趙潤濟) | 2005년 6월 11일  |
| 제19대 대사 | 천영우(千英宇) | 2008년 10월 9일  |
| 제20대 대사 | 추규호(秋圭昊) | 2010년 5월 19일  |
| 제21대 대사 | 박석환(朴錫煥) | 2012년 12월 5일  |
| 제22대 대사 | 임성남(林聖男) | 2013년 10월 24일 |
| 제23대 대사 | 황준국(黃浚局) | 2016년 6월 2일   |
| 제24대 대사 | 박은하(朴銀夏) | 2018년 3월       |
| 제25대 대사 | 김건           | 2021년 7월       |
| 제26대 대사 | 윤여철         | 2022년 10월      |

## 업무
영사과는 비자, 대한민국 여권 발급, 여행증명서, 공증, 출생신고 등의 업무를 하고 있다. 국제 해사 기구 한국대표부는 국제해사기구 관련 업무를 담당하고 있다.

## 갤러리

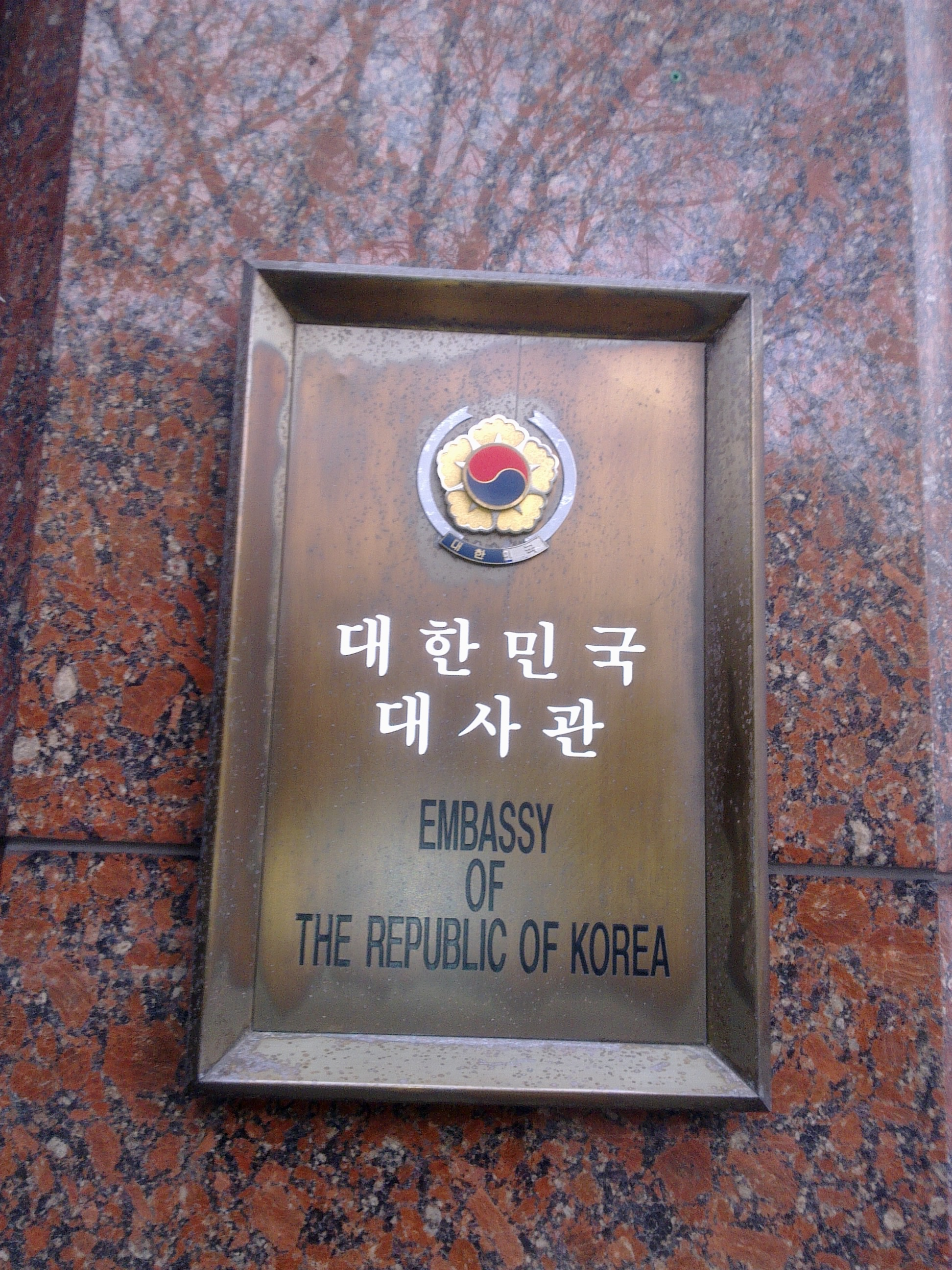
대사관 팻말
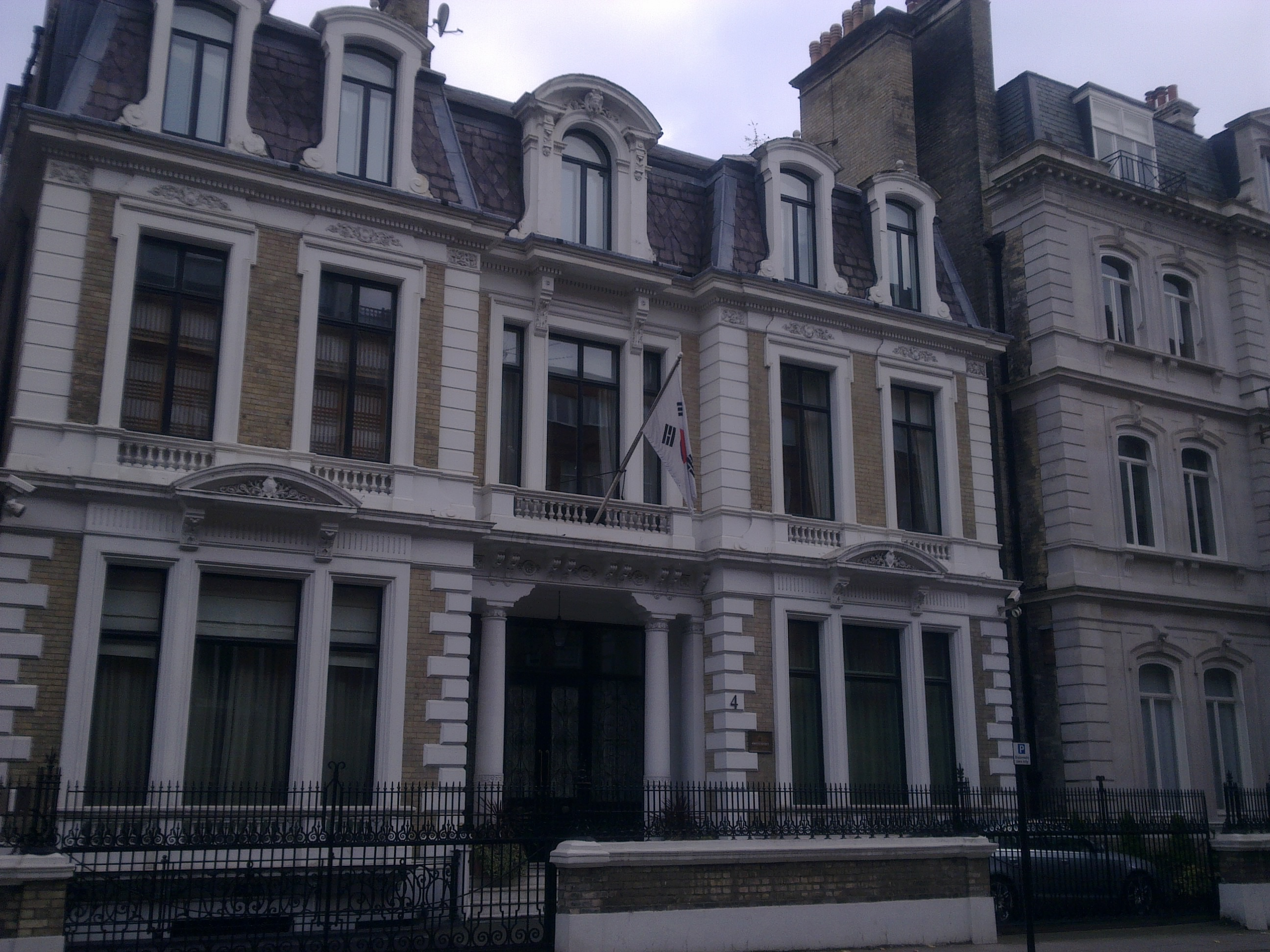
버킹엄게이트 빌딩

## 같이 보기
- 대한민국의 재외공관 목록
- 대한민국-영국 관계
  - 주한 영국 대사관